# ネーション・オブ・イスラム

ネーション・オブ・イスラム（英語: Nation of Islam, NOI）は、アメリカ合衆国におけるアフリカ系アメリカ人のイスラーム運動。イスラーム系教団。後述するように伝統的なイスラームの教義を大きく否定しているため、イスラーム団体というよりも、イスラームから派生した新興宗教と見なされている。

## 概要

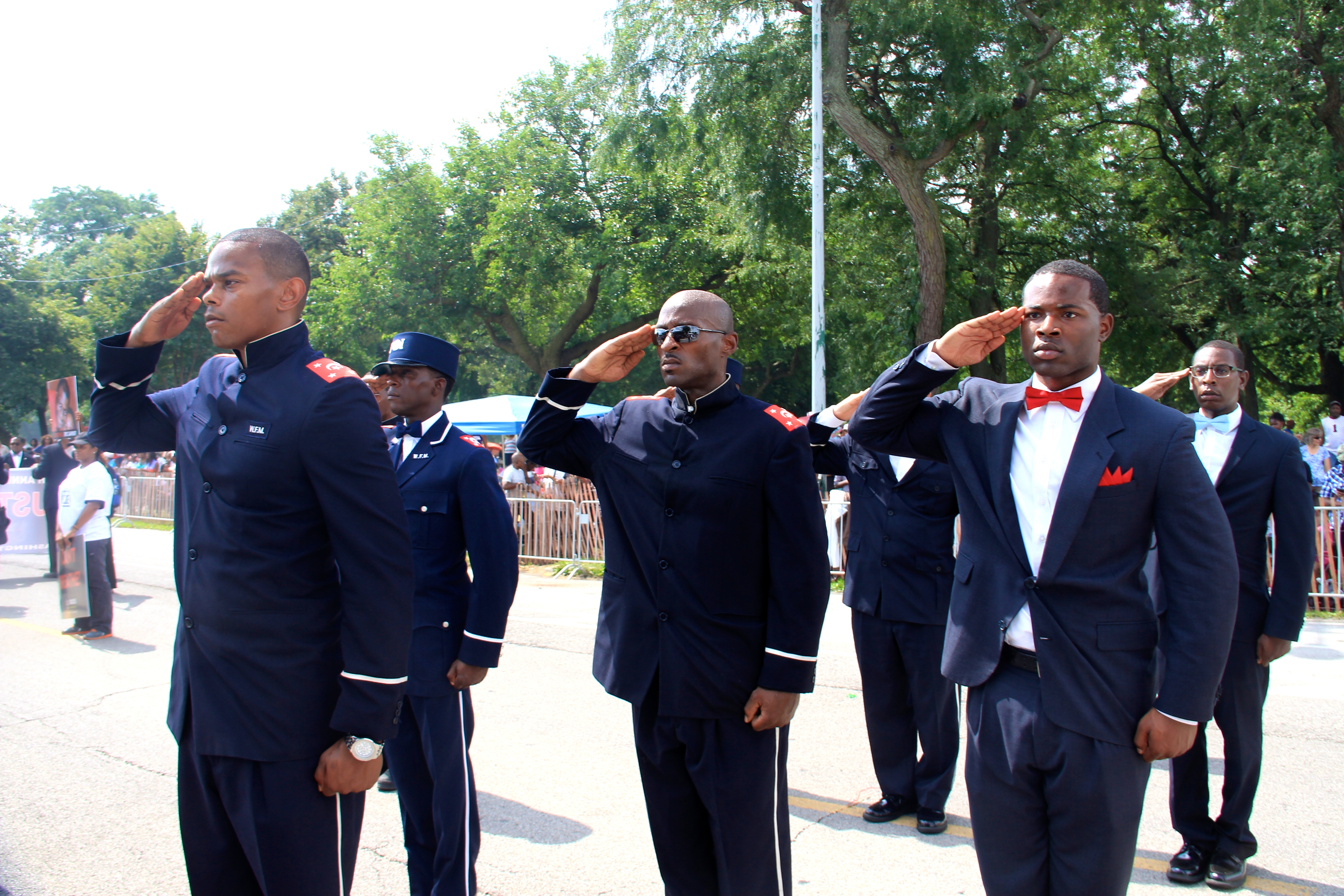
ネーション・オブ・イスラムのメンバー。彼らは集会時に黒いスーツや軍装風の服を着用することで知られる。

本組織はブラック・ムスリム・ムーヴメント (Black Muslim Movement) とも呼ばれ、世界恐慌中の1930年にデトロイトでマフディー（救世主）を名乗ったウォーレス・ファード・ムハンマド（アフガニスタン出身とされている）によって創始された。黒人の経済的自立を目指す社会運動であり、白人社会への同化を拒否し、黒人の民族的優越を説く宗教運動でもある。
ファードは聖書を否定し、アフリカ系アメリカ人の神はただアッラーフのみであり、奴隷化される以前の宗教はキリスト教ではなくイスラームであったのだと説き、白人に対する民族 (ネーション) としての黒人のアイデンティティを主張した。彼は1934年に謎の失踪を遂げるが、その創立したテンプル・オブ・イスラームと呼ばれる教団はイライジャ・ムハンマドが後継し、発展していった。
イライジャは、マーティン・ルーサー・キング牧師率いる公民権運動が目指す白人と黒人の融和ではなく、住み分けによる分離主義を説き、アメリカ合衆国内に黒人国家樹立を求めて、そのための土地の割譲を要求した。また、黒人を白人より優れた人種だとする「黒人至上主義」（黒人ナショナリズム）を唱えた。これらの目的を達成するためには、同じく白人社会からの黒人排除や白人国家建設を求めるKKKやアメリカ・ナチ党といった白人至上主義団体との協力も辞さなかった。
イライジャ・ムハンマドの布教によって特にアメリカ北部の黒人の間に広がった NOI は、第二次世界大戦後に入信したマルコム・Xの活躍で大発展を遂げる。イライジャの思想の宣伝活動者となったマルコムは、黒人の貧困救済を唱えて北部の都市部で苦しむ黒人たちの間に勢力を広げる一方、白人を悪魔と呼んで激しく批判した。このため、NOI は Black Muslims と呼ばれ、公民権運動によって権利向上を目指していた黒人を含め、アメリカ社会全体から過激派や分離主義者と見られることが多かった。そこには白人優勢のメディアが大きな影響を与えていたと考えられる。
1960年代に入るとマルコム・Xとイライジャ・ムハンマドの関係が悪化し、マルコムは教団を追放されて伝統的イスラーム（スンナ派）に回帰（当のマルコム・Xは1965年当教団の暗殺指令を受けた信者により銃殺されている）。また、教団よりクラレンス13Xの名を与えられていたクラレンス・エドワード・スミスもマルコム・Xとイライジャ・ムハンマドの関係悪化に嫌気を指して仲間を率いて離脱し、世界を10%のエリートが85%を支配して無知な状態に置いていると説き、自らをその85%を啓蒙する知識を持った残りの5%であるとして5パーセントネーションを1963年に結成した。アメリカのヒップホップ・ミュージシャンには信仰している者が多く歌詞に登場することがある。
イライジャも1975年に死去し、後を継いだ息子のワリス・ディーン・ムハンマドは、父の残した教義から伝統的なスンナ派イスラムの教義と齟齬のある部分を排除し、黒人分離主義的な運動をやめて合衆国への忠誠を説き始め、教団名も "American Muslim Mission" （アメリカ・ムスリム伝道団）、後に"American Society of Muslims"（アメリカ・ムスリム協会）に改めたが、彼が引退した2003年に組織は解散している。
一方で、組織の急激な穏健化に不満を抱いたルイス・ファラカンを中心とする人々は分派を結成。ファラカンはイライジャの思想を継承し、黒人の社会運動と社会に対する過激な発言や行動を続けている。現在、NOI と呼ばれている組織はファラカン派が発展したもので、1995年にはワシントンD.C.で大デモ活動「百万人大行進」 (Million Man March) を行って健在を示した。ファラカンは2012年現在も組織を率いている。信徒数は公表されていないが、ニューヨーク・タイムズの推計では2007年時点で2万から5万人の間であろうとしている。黒人至上主義、反ユダヤ主義な主張も目立ち、極右団体として警戒されることもある。ファラカンは、2019年、その過激な主張から、Facebookのアカウントを停止させられた。

## 教義
伝世界の多くのムスリムは、独特の教義を持つ NOI の信者をムスリムであると認めないことが多い。
以下の点では、NOI は伝統的イスラームと一致する。
- アッラーフは唯一神であること。
- 最後の審判によって死者が蘇り、天国と地獄に送られること。
- ラマダーンの月に日中の断食を行うこと。

しかし、以下のような大きな相違点がある。
- 黒人至上主義（黒人ナショナリズム）
  - 伝統的イスラームは、全ての人間は神によって創造されたアダムとイヴの子孫であり、人種は平等であると説く。
  - NOI は、アダムとイヴが創造される前にアッラーフによって先に黒人が創造されたと説く。
- 預言者・使徒
  - イスラームは、ムハンマドが最後にして最大の預言者かつ使徒であるとし、以降の世界に預言者はもちろん使徒も現れないと説く。
  - しかしNOI は、ムハンマドが最後の預言者であるが、イライジャ・ムハンマドは使徒であると説く。
- マフディー
  - シーア派の多くは、千年近くガイバ（お隠れ）であり、最後の審判の際にイーサーと前後して再臨する最終代のイマームこそがマフディーであると説く。
  - NOIは、1930年代に現れたウォーレス・ファードこそがマフディーであると説く。